# Cynthiana (Kentucky)
Cynthiana település az Amerikai Egyesült Államok Kentucky államában. Harrison megyében, melynek megyeszékhelye is. Lakosainak száma 6333 fő (2020. április 1.).

## Népesség
A település népességének változása:

| 2010 | 6 402 |
| 2020 | 6 333 |